# Polyptyque des Sept Douleurs
Le Polyptyque des Sept Douleurs est une huile sur panneau réalisée par Albrecht Dürer vers 1500. Ce polyptyque comprend un tableau central (108 x 43 cm), conservé à l'Alte Pinakothek de Munich, et sept panneaux adjacents (env. 60 x 46 cm) qui se trouvent à la Gemäldegalerie Alte Meister de Dresde.

## Histoire
L'œuvre fut commandée à Dürer par l'électeur Frédéric III de Saxe peu après leur rencontre à Nuremberg en avril 1496.

## Composition
| # | Image | Sujet                    | # | Image | Sujet                  |
| - | ----- | ------------------------ | - | ----- | ---------------------- |
| 1 |       | Circoncision de Jésus    | 5 |       | Jésus cloué à la croix |
| 2 |       | Fuite en Égypte          | 6 |       | Crucifixion            |
| 3 |       | Jésus parmi les docteurs | 7 |       | Descente de croix      |
| 4 |       | Portement de croix       |   |       |                        |